# Parafia św. Mikołaja w Bydgoszczy
Parafia św. Mikołaja – parafia prawosławna w Bydgoszczy, w dekanacie kujawsko-pomorskim diecezji łódzko-poznańskiej, siedziba dziekana.
Na terenie funkcjonuje 1 cerkiew:
- cerkiew św. Mikołaja w Bydgoszczy – parafialna

## Historia
Parafia prawosławna w Bydgoszczy powstała w 1922, a jej powstanie związane jest z przebywaniem w mieście żołnierzy bydgoskiego garnizonu pochodzących z kresów wschodnich. Przez 60 lat nie miała swojej stałej cerkwi. Wierni modlili się w świątyniach, prowizorycznie urządzonych w prywatnych domach. 
Cerkiew mieściła się początkowo w baraku na zapleczu Szkoły Oficerskiej przy ulicy Gdańskiej 76. Pierwszą świątynią domową była cerkiew pod wezwaniem św. Mikołaja przy ulicy Ernsta Petersona 4. Jej wyświęcenie odbyło się w maju 1925 i funkcjonowała w tym miejscu do 1932, skupiając około 450 parafian. W marcu 1932 przeniesiono kaplicę do wydzierżawionego budynku przy ulicy Marszałka Ferdynanda Focha 32. Przetrwała ona w tym miejscu do 1957, kiedy to budynek wyburzono. Dla potrzeb parafii wydzierżawiono kaplicę przy ulicy Poznańskiej 25 użytkowaną poprzednio przez gminę ewangelicko-augsburską, gdzie przewieziono wyposażenie z wyburzonej cerkwi. Z biegiem lat stan techniczny i tego budynku znacznie się pogorszył, a żadna z zainteresowanych wspólnot religijnych nie dysponowała funduszami na remont generalny. Nową lokalizację znaleziono w pomieszczeniach obok kościoła polskokatolickiego przy ulicy Jana i Jędrzeja Śniadeckich 36, a jej wyświęcenie odbyło się w 1969. 
Dopiero w 1981 udało się uzyskać od władz miejskich budynek z muru pruskiego po dawnym składzie meblowym. Adaptacja na potrzeby liturgii prawosławnej trwała cały rok. W czerwcu 1982 biskup łódzko-poznański Szymon wyświęcił oddaną do użytku cerkiew.
Obecnie parafia obejmuje swoim zasięgiem obszar dawnego województwa bydgoskiego, a do dekanatu kujawsko-pomorskiego należą jeszcze parafie: w Grudziądzu, w Toruniu (z filią w Aleksandrowie Kujawskim) oraz we Włocławku.

## Wykaz proboszczów
- 1923 – ks. prot. Symeon Wielikanow
- 1927–1928 – ks. prot. Mikołaj Kusznieruk
- 1929–1931 – o. Dymitr
- 1931–1933 – ks. prot. Wiktor Karwowski
- 1933–1957 – ks. mitrat Tomasz Smoktunowicz
- 1957–1964 – ks. Aleksy Tomaszewski
- 1965–1971 – ks. Włodzimierz Parfien
- 1971 – p.o. ks. Włodzimierz Jakubowski
- 1972–1980 – ks. prot. Anatol Fiedoruk
- 1980–1986 – ks. prot. Paweł Minajew
- 1987–2015 – ks. prot. mgr Jarosław Dmitruk
- od 2015 – ks. Marian Radziwon[3]